# Holly Valance
Holly Rachel Candy (Melbourne, 1983. május 11.–) leánykori nevén Holly Rachel Vukadinović, ismertebb nevén Holly Valance, ausztrál színésznő és énekesnő. Édesapja szerb bevándorló, míg édesanyja angol. Legismertebb dala a 2002-ben megjelent Kiss Kiss, mely Tarkan Şımarık című dalának feldolgozása. Epizódszereplőként feltűnt a Miami helyszínelők, a Törtetőkés A szökés című sorozatokban.

## Diszkográfia

### Nagylemezek
- 2002: Footprints
- 2003: State of Mind
- 2008: Hot Sound (Törölve)

### Kislemezek
- Kiss Kiss (2002)
- Down Boy (2002)
- Naughty Girl (2002)
- Tuck Your Shirt In (2002) (Törölve)
- State Of Mind (2003)
- Curious (2003) (Törölve)
- Desire (2003) (Törölve)

### Kiadatlan dalok
- Unleash The Freak
- I Go Crazy

### Demók
- A Little Bit Of Oh (Demo For Britney Spears)

### Hivatalos Remix
- Down Boy (With S' Oreal)

## Filmográfia
| Év        | Cím                                                                 | Eredeti cím                  | Szerep                                         |
| --------- | ------------------------------------------------------------------- | ---------------------------- | ---------------------------------------------- |
| 2008      | Elrabolva                                                           | Taken                        | Sheerah                                        |
| 2007 2006 | Holdfény (sorozat) Fekete kristály című epizód DOA: Élve vagy halva | Moonlight DOA: Dead or Alive | Delores "Lola" Maxford Whitaker Christie Allen |
| 2006      | Ezt kapd ki!                                                        | Pledge This!                 | Jessica                                        |
| 2005/06   | A szökés                                                            | Prison Break                 | Nika Volek                                     |
| 2005      | Törtetők                                                            | Entourage                    | Leanna                                         |
| 2004      | CSI: Miami helyszínelők Függőség című epizód                        | CSI: Miami                   | Kay Coleman                                    |